# Elgg
Elgg (toponimo tedesco) è un comune svizzero di 4 821 abitanti del Canton Zurigo, nel distretto di Winterthur; ha lo status di città.

## Storia
Nel 2018 ha inglobato il comune soppresso di Hofstetten

## Monumenti e luoghi d'interesse

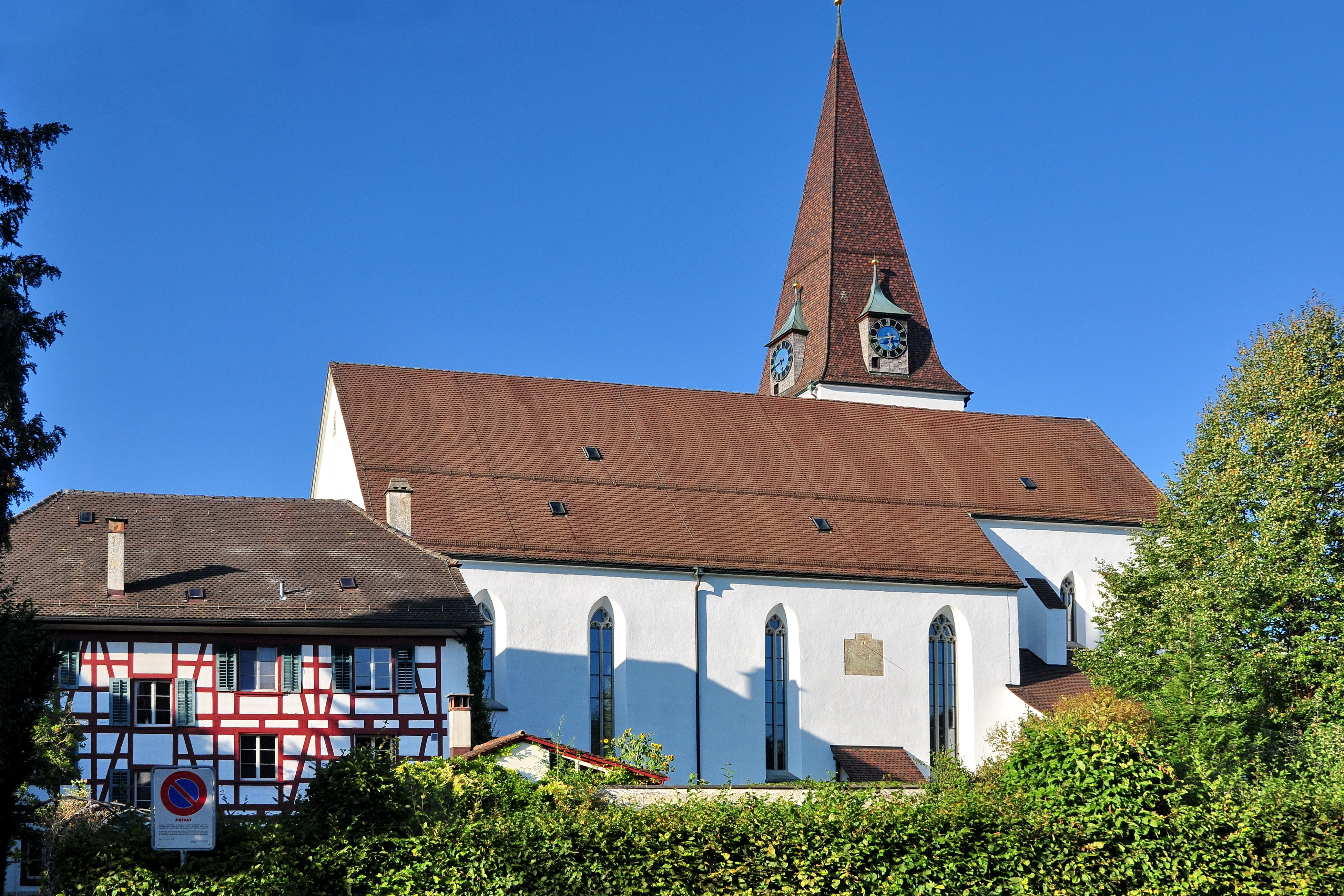
La chiesa riformata

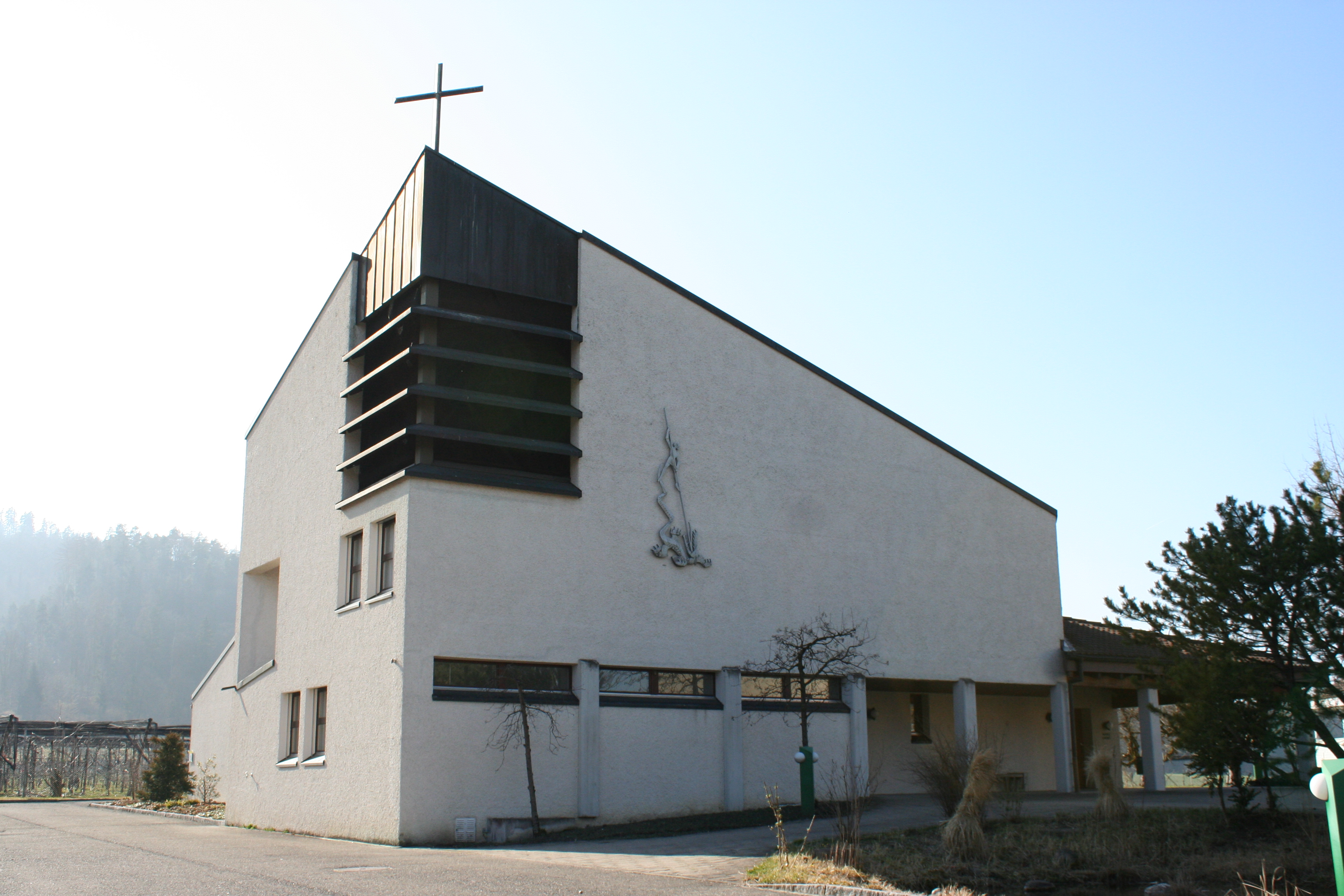
La chiesa di San Giorgio

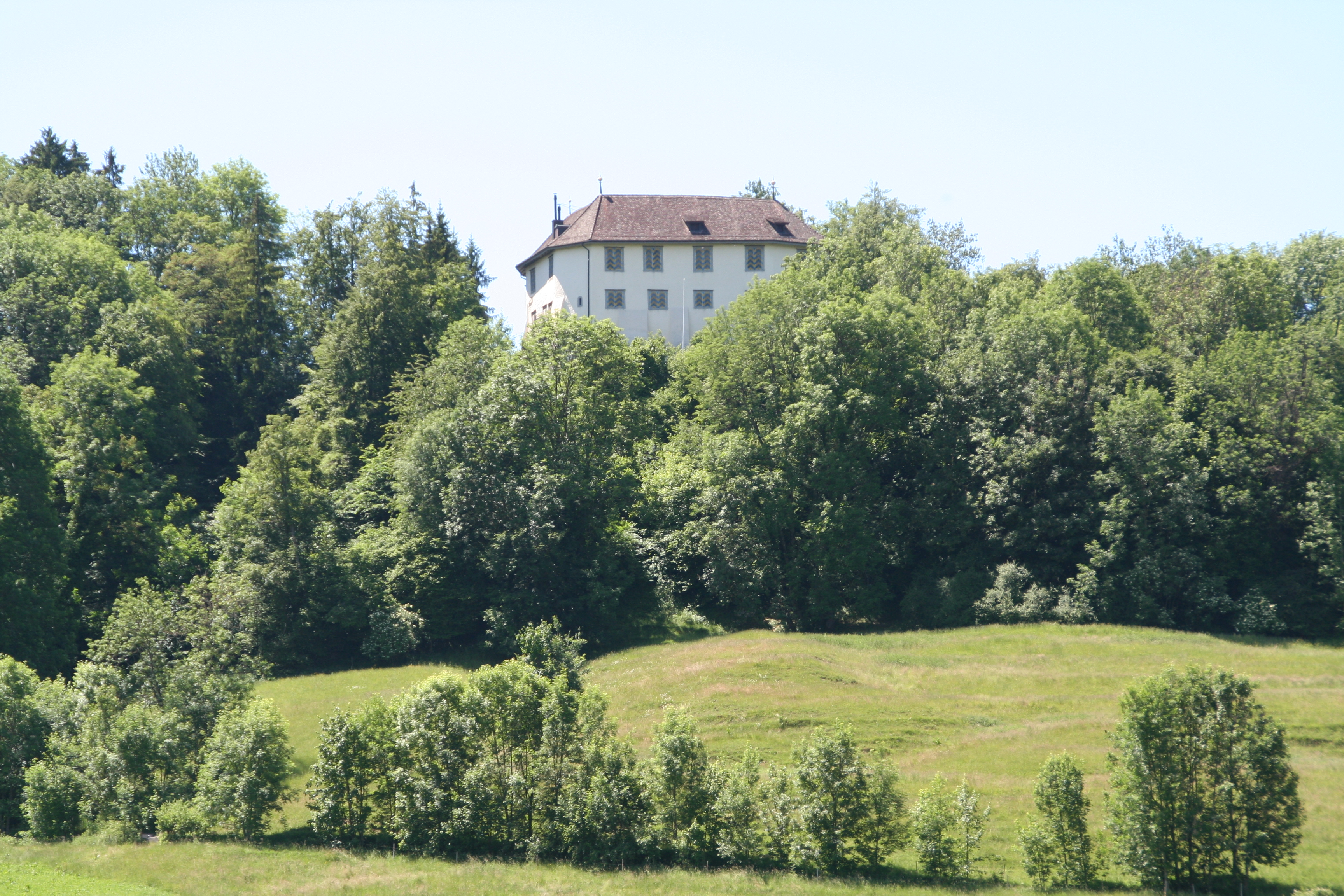
Il castello di Egg

- Chiesa riformata (già di San Giorgio), eretta nell'VIII secolo e ricostruita nel 1000 circa, nel 1370 e nel 1508-1516[2];
- Chiesa cattolica di San Giorgio, eretta nel 1982[2];
- Castello di Egg, eretto nel 1371 e ricostruito nel 1576[2].

## Società

### Evoluzione demografica
L'evoluzione demografica è riportata nella seguente tabella (fino al 1792 con Hofstetten):
Abitanti censiti

## Geografia antropica

### Frazioni
- Elgg
- Hofstetten[4]
  - Dickbuch
  - Geretswil
  - Huggenberg
  - Wenzikon

## Infrastrutture e trasporti

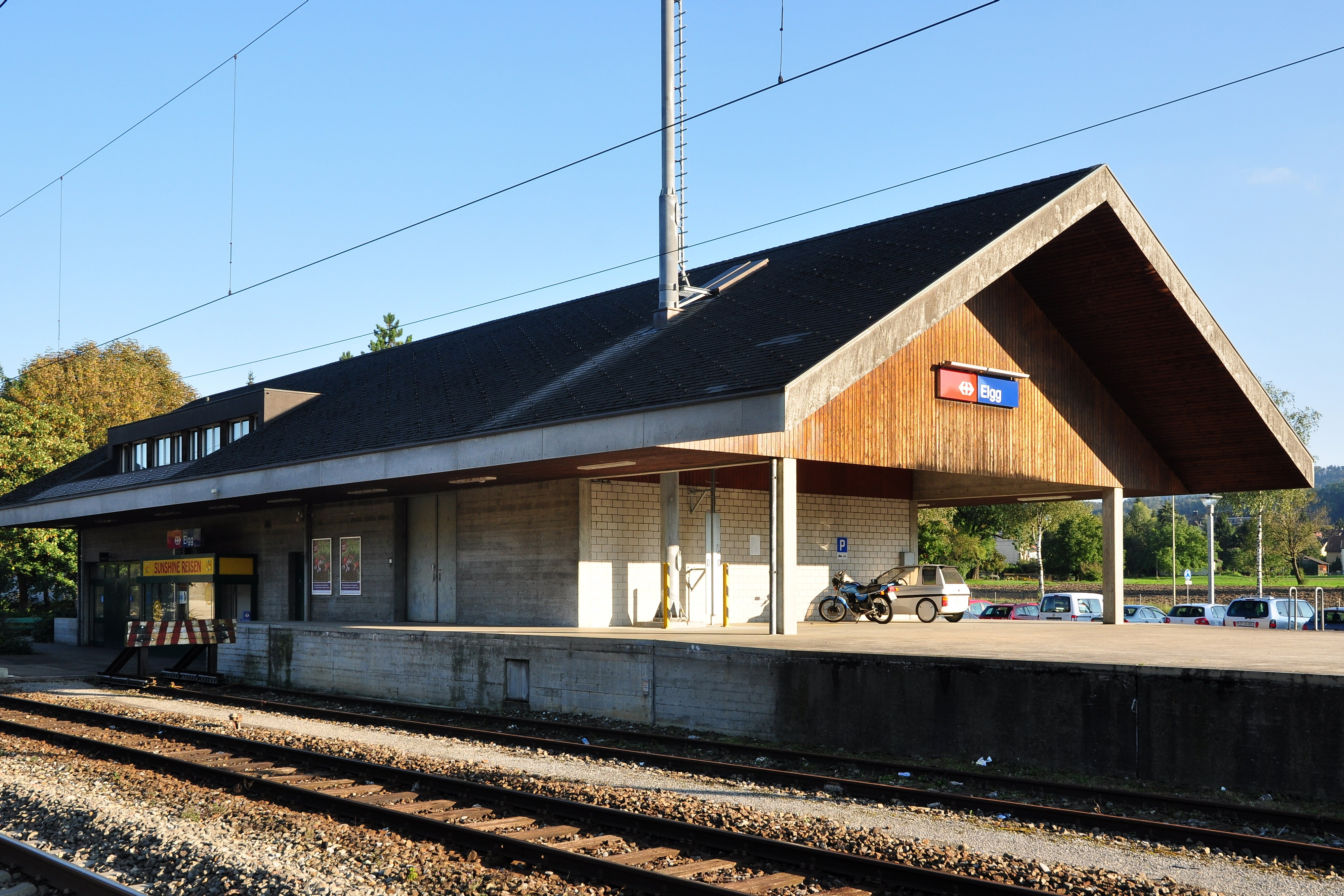
La stazione di Elgg

Elgg è servito dall'omonima stazione sulla ferrovia San Gallo-Winterthur (linee S12 e S35 della rete celere di Zurigo).

## Amministrazione
Ogni famiglia originaria del luogo fa parte del cosiddetto comune patriziale e ha la responsabilità della manutenzione di ogni bene ricadente all'interno dei confini del comune.